# FCポリテフニカ・ティミショアラ
フォトバル・クルブ・ポリテフニカ・ティミショアラ（Fotbal Club Politehnica Timișoara (ルーマニア語発音: [poliˈtehnika timiˈʃo̯ara])）は、ルーマニア西部ティミシュ県の県都ティミショアラに本拠地を置いていたサッカークラブである。ポリテフニカ・ティミショアラ（Politehnica Timișoara）、または単にポリ・ティミショアラ（Poli Timișoara）という呼称で知られていた。1921年に設立され、2012年に解散した。

## 歴史

### 黎明期 (1921-1997)
1921年にティミショアラ工科大学によって、ソシエタテア・スポルティヴァ・ポリテフニカ（Societatea Sportivă Politehnica）として設立。第二次世界大戦勃発までに、同じティミショアラに本拠を構えるCAT、RGMT、チネズルといった強豪に肩を並べるまでになった。
敗戦後の1948年にはディヴィジアAに初めて昇格、CSUティミショアラ (CSU Timişoara) として最初のシーズンを迎えた。
1950シーズンは (1950年以降)、シュティインツァ・ティミショアラ (Ştiinţa Timişoara) として参戦した。翌1951シーズンはリーグ戦12チーム中最下位に終わり降格したものの、僅か1年でディヴィジアAに復帰、1958-59年まで居続けた。1959-60シーズンは2度目のディヴィジアA復帰が実現し、僅か1年で戻ってくることになった。1963-64シーズンは、14チーム中13位に終わり3度目の降格、翌1964-65シーズンには、3度目のディヴィジアA復帰を果たすなどエレベータークラブとしての歴史を歩む。
シュティインツァ時代には、1957-58シーズンのクパ・ロムニエイでプログレスル・ブカレスト (Progresul Bucureşti) を1-0で下し初のタイトルを獲得している。
1966-67シーズンからはポリテフニカ・ティミショアラ (Politehnica Timişoara) に改称。
1977-78シーズンにおいてリーグ戦を3位で終えたため、UEFAカップ1978-79への出場がヨーロッパの舞台にはじめて立つことになった。1回戦はハンガリーのMTK＝ヴェレシュ・メテオルに勝利したものの (第1戦2-0、第2戦1-2) 、2回戦は同じくハンガリーのブダペスト・ホンヴェードに敗退した (第1戦2-0、第2戦0-4) 。
2つ目のタイトルは1979-80シーズンのクパ・ロムニエイである。決勝戦でステアウア・ブカレストに延長戦での逆転ゴールが決まり2-1で勝利した。翌1980-81シーズンにはUEFAカップウィナーズカップに出場、1回戦はスコットランドのセルティックFCに勝利したものの (第1戦1-0、第2戦0-2) 、2回戦はイングランドのウェストハム・ユナイテッドFCに敗退した (第1戦1-0、第2戦0-4)。クパ・ロムニエイではウニヴェルシタテア・クラヨーヴァに0-6で敗れ準優勝に終わった。翌1981-82シーズンのUEFAカップウィナーズカップは予備予選から出場したが、東ドイツのロコモティーヴェ・ライプツィヒに敗退した (第1戦2-0、第2戦0-5)。
ポリテフニカ・ティミショアラは、ディヴィジアAに1983年までの10年間在籍した。その後、ディヴィジアAとディヴィジアBを行き来するエレベータークラブに成り下がり、具体的には1984年、 1987年、 1989年の3度の昇格、1986年と1988年の2度の降格を経験した。
1989年のルーマニア革命の後UEFAカップ1990-91に出場、1回戦はスペインのアトレティコ・マドリードに勝利したものの (第1戦2-0、第2戦0-1) 、2回戦はポルトガルのスポルティングCPに敗退した (第1戦2-0、第2戦0-7)。UEFAカップ1992-93において、1回戦のレアル・マドリードと対戦。地元ティミショアラで行われた第1戦では1-1の引き分けに持ち込み健闘したものの、第2戦では0-4の惨敗を喫した。
1993-94シーズンは18チーム中17位に終わりディヴィジアBに降格するものの、僅か1年でディヴィジアAに復帰する。しかし、1996-97シーズンは18チーム中17位に終わりディヴィジアBに降格。その後ディヴィジアAに戻ることはなく2001シーズンにはディヴィジアBセリアIIで16チーム中最下位に終わったため、ディヴィジアCに降格した。

### カムバックと記録の争い (2002年 - 2011年)
2002年、AEKブカレストは初のリーガ1昇格を果たした。AEKのオーナーアントン・ドボシュ (Anton Doboş) は本拠地をティミショアラに移転、クラブ名をポリテフニカ・AEK・ティミショアラ (Politehnica AEK Timişoara) に改称、地元当局やポリテフニカファンの支持を受けて2002-03シーズンに臨んだが、16チーム中14位に終わり降格すると思われた、しかし2003年にアストラ・プロイェシュティがペトロルル・プロイェシュティに吸収される形で合併、グロリア・ブザウとのプレーオフの末にリーガ1に残留した。2003-04シーズンはチームとしてより成熟し、前シーズンの反省から学んだ結果、2シーズン目で8位という立派な成績を残した。
2004-05シーズンからは、FCUポリテフニカ・ティミショアラ (FCU Politehnica Timișoara) に改称した。前半戦は苦しみ、ウィンターブレーク前には降格もちらついたが、新スポンサーである石油精製会社のBKPの登場がチームを救った。ルーマニア代表のコスミン・コントラをアトレティコ・マドリードからレンタルで獲得したり、ヴィオレル・モルドヴァンをセルヴェットFCから獲得した結果、6位まで順位が上昇した。
2005年のプレシーズンにはイタリアの強豪ユヴェントスと親善試合を行い、2-2の引き分けに持ち込んだ。2005-06シーズンは8位だった。2006-07シーズンは無難な滑り出しを見せ、シーズンのほとんどの期間を5位以内で過ごした。しかしフロントはこの結果に不満で、4人以上の監督がこのシーズンに指揮を執った。開幕時の監督はソリン・クルツだった。彼は1990-91シーズンにウニヴェルシタテア・クラヨーヴァでリーガ1を制したが、それはブカレスト勢（ステアウア・ブカレスト、ディナモ・ブカレスト、ラピド・ブカレスト）以外が優勝した最後のシーズンだった。ステアウアからやってきたステファン・グリゴリエ、ディナモからやってきたダン・アレクサと選手補強にも成功したが、監督はめまぐるしく交代した。
2007-08シーズンは好調で、2007年末には3位につけていた。勝ち点32を獲得し、1試合平均の得点は2点を超えていた。しかし、守備陣は安定せず、前年度を下回りチーム最大の欠点のように思えた。冬の移籍期間にバラージュ・ボルベリとミロシュ・ブレジンスキーのふたりのスロバキア代表の守備的な選手を獲得したが、6位に終わった。クパ・ロムニエイ決勝ではCFRクルジュに敗れたが、準優勝したことでUEFAカップの出場権を獲得した。57得点はクラブ創設から6シーズンで最多だった。さらにいえば、ブカレストの3強にシーズンを通して負けがなかったチームは過去30年間で初めてだった。
2008年からは、スポーツ仲裁裁判所の仲裁判断に従いFCティミショアラ (Fotbal Club Timişoara) に改称した。 また2002年以前のチームカラーと記録については、ポリテフニカ・ティミショアラのオーナーであったクラウディオ・ザンボン (Claudio Zambon) を支持したため、FCUはチームカラーと記録を失うことになった 。
2008-09シーズンはUEFAカップにはじめて出場したが、1回戦でパルチザンに敗れた。しかしリーグ戦ではウニレア・ウルジチェニと最後まで優勝を争い、クラブ最高位の2位になった。2009-10シーズンのUEFAチャンピオンズリーグ予選3回戦では前年度UEFAカップ覇者のシャフタール・ドネツクと対戦した。この格上との試合をアウェーゴール差で逃げ切り、シュトゥットガルトとの本戦プレーオフに進出した。守護神コステル・パンティリモンの好守などで健闘したが、2試合合計0-2で敗れ去った。リーグ戦では5位と不本意な結果だった。
2010-11シーズン、監督交代がありながらもヤニス・ズィクの活躍でリーグ戦2位となる。シーズン終了後に財政難が発覚し、リーガ2 (2部リーグ) 降格処分となり、UEFAチャンピオンズリーグ出場権は3位のFCヴァスルイへ移った。

## サポーターとライバル関係

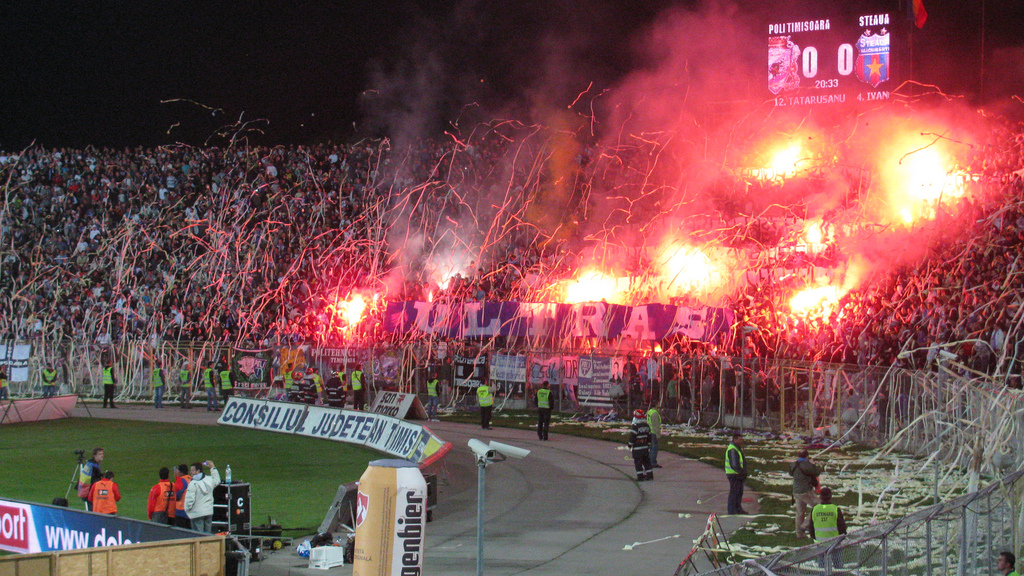
ダン・パルティヌシャヌに陣取るポリテフニカサポーター
(2011年4月2日)

ポリテフニカのウルトラス活動の原点は、1995年頃にウルヴァン・ゲリラ (Urban Guerilla) 、グルッポ・アウトノモ・ヴィオラ (Gruppo Autonomo Viola) が出現したことが確認されている。永遠のライバルといえばUTAアラドである。双方の対戦はデルビウル・ヴェストゥルイ (Derbiul Vestului、直訳:西部ダービー) と呼ばれ、第二次世界大戦敗戦以降のルーマニアサッカー界において数々の名勝負を繰り広げたといえよう。
ほかのライバルとしてはディナモ・ブカレストやステアウア・ブカレスト、少数ではあるがウニヴェルシタテア・クラヨーヴァも挙げるものもいる。
しかしながらラピド・ブカレストやドイツのボルシアMGとのサポーター間の交流があるという。　

## チーム名の変遷
| 年        | 名前                                               |
| --------- | -------------------------------------------------- |
| 1921-1948 | ソシエタテア・スポルティヴァ・ポリテフニカ         |
| 1948-1950 | CSUティミショアラ                                  |
| 1950-1966 | シュティインツァ・ティミショアラ                   |
| 1966-2002 | ポリテフニカ・ティミショアラ                       |
| 2002-2004 | FCポリテフニカ・AEKティミショアラ                  |
| 2004-2007 | FCUポリテフニカ・ティミショアラ                    |
| 2007-2008 | FCポリテフニカ・1921シュティンツァ・ティミショアラ |
| 2008-2011 | FCティミショアラ                                   |
| 2011-2012 | FCポリテフニカ・ティミショアラ                     |

## 国際試合の成績
| 年度    | 大会                       | ラウンド         | クラブ                         | ホーム | アウェー | 合計 |
| ------- | -------------------------- | ---------------- | ------------------------------ | ------ | -------- | ---- |
| 1978-79 | UEFAカップ                 | 1回戦            | MTKブダペスト                  | 2-0    | 1-2      | 3-2  |
| 1978-79 | UEFAカップ                 | 2回戦            | ホンヴェード・ブダペスト       | 2-0    | 0-4      | 2-4  |
| 1980-81 | UEFAカップウィナーズカップ | 1回戦            | セルティック                   | 1-0    | 1-2      | 2-2  |
| 1980-81 | UEFAカップウィナーズカップ | 2回戦            | ウェストハム・ユナイテッド     | 2-0    | 0-4      | 2-4  |
| 1981-82 | UEFAカップウィナーズカップ | 1回戦            | ロコモティーヴェ・ライプツィヒ | 2-0    | 0-5      | 2-5  |
| 1990-91 | UEFAカップ                 | 1回戦            | アトレティコ・マドリード       | 2-0    | 0-1      | 2-1  |
| 1990-91 | UEFAカップ                 | 2回戦            | スポルティングCP               | 2-0    | 0-7      | 2-7  |
| 1992-93 | UEFAカップ                 | 1回戦            | レアル・マドリード             | 1-1    | 1-4      | 2-5  |
| 2008-09 | UEFAカップ                 | 1回戦            | パルチザン                     | 1-2    | 0-1      | 1-3  |
| 2009-10 | UEFAチャンピオンズリーグ   | 予選3回戦        | シャフタール                   | 0-0    | 2-2      | 2-2  |
| 2009-10 | UEFAチャンピオンズリーグ   | プレーオフ       | シュトゥットガルト             | 0-2    | 0-0      | 0-2  |
| 2009-10 | UEFAヨーロッパリーグ       | グループステージ | アヤックス                     | 1-2    | 0-0      | −    |
| 2009-10 | UEFAヨーロッパリーグ       | グループステージ | ディナモ・ザグレブ             | 0-3    | 2-1      | −    |
| 2009-10 | UEFAヨーロッパリーグ       | グループステージ | アンデルレヒト                 | 0-0    | 1-3      | −    |
| 2010-11 | UEFAヨーロッパリーグ       | 予選3回戦        | MyPa                           | 3-3    | 2-1      | 5-4  |
| 2010-11 | UEFAヨーロッパリーグ       | プレーオフ       | マンチェスター・シティ         | 0-1    | 0-2      | 0-3  |

## タイトル

### 国内タイトル
- クパ・ロムニエイ : 2回
  - 1957-58, 1979-80

## 過去の成績
- 2002-03 リーガ1 - 14位
- 2003-04 リーガ1 - 8位
- 2004-05 リーガ1 - 6位
- 2005-06 リーガ1 - 8位
- 2006-07 リーガ1 - 7位
- 2007-08 リーガ1 - 6位
- 2008-09 リーガ1 - 2位
- 2009-10 リーガ1 - 5位
- 2010-11 リーガ1 - 2位 財政難のため降格
- 2011-12 リーガ2セリアII - 優勝 財政難のため昇格できず

## 歴代監督
- コスミン・オラロイ 2005
- ゲオルゲ・ハジ 2005-2006
- ヨシフ・ロタリウ 2006
- ソリン・クルツ 2006-2007
- アリン・アルティモン 2006-2007
- ヨシフ・ロタリウ 2007
- ヴァレンティン・ヴァルチェア 2007
- ドゥシャン・ウフリン・ジュニア 2007-2008
- ガヴリル・バリント 2009
- ヴァレンティン・ヴァルチェア 2009
- ヨアン・サバウ (en) 2009-2010
- ヴラディミル・ペトロヴィッチ 2010.6-9
- コスミン・コントラ 2010.9-12
- ドゥシャン・ウフリン・ジュニア 2010.12-2011.6
- ヴァレンチン・ヴェルチェア 2011.8

## 出場試合上位選手
| #  | 氏名                       | 在籍期間  | 試合数 | 得点 |
| -- | -------------------------- | --------- | ------ | ---- |
| 1. | ダン・パルティヌシャヌ     | 1970–1985 | 271    | 24   |
| 2. | ソリン・ヴライク           | 1987–2001 | 244    | 25   |
| 3. | エメリッヒ・デンブロフスキ | 1966–1981 | 208    | 51   |
| 4. | ヴァレンチン・ヴェルチェア | 1990–2006 | 180    | 12   |
| 5. | ヨシフ・ロタリウ           | 1980–2000 | 173    | 33   |
| 6. | ダン・アレクサ             | 2001–2011 | 138    | 5    |
| 7. | ミルチェア・オプレア       | 2000–2007 | 132    | 28   |
| 8. | ゲオルゲ・ブクル           | 2005–2010 | 124    | 52   |

## 歴代所属選手

### GK
- コステル・パンティリモン 2006-2011
- ペドロ・タボルダ 2008-2011

### DF
- ダン・パルティヌシャヌ 1973-83
- コスミン・コントラ 2005, 2010
- ジョナサン・マケイン 2005-2008
- イフェアニー・エメガラ 2006-2007
- ミロシュ・ブレジンスキー 2008-2010
- ダレ・ニボンベ 2009-2010
- ラースロー・セプシ 2010-2011

### MF
- ヴァレンチン・ヴェルチェア 1990-99, 2004-2006
- パウル・コドレア 1998-1999
- ダン・アレクサ 2006-2011
- ダレ・ヴルシッチ 2007-2010
- アルタヴァスト・カラミャン 2007-2010
- ウィンストン・パークス 2008-2010
- バラージュ・ボルベリ 2008-2010
- ルカス・マゲラ 2008-2011
- ヤニス・ズィク 2010-2011

### FW
- ヴィオレル・モルドヴァン 2005
- マンスール・グエイェ 2004-2011
- ゲオルゲ・ブクル 2005-2010
- ヨアン・ガネア 2007-2008
- アルマン・カラミャン 2007-2010
- デヤン・ルシッチ 2007-2010
- ミルチェア・アクセンテ 2005-2012